# 폰투스산맥

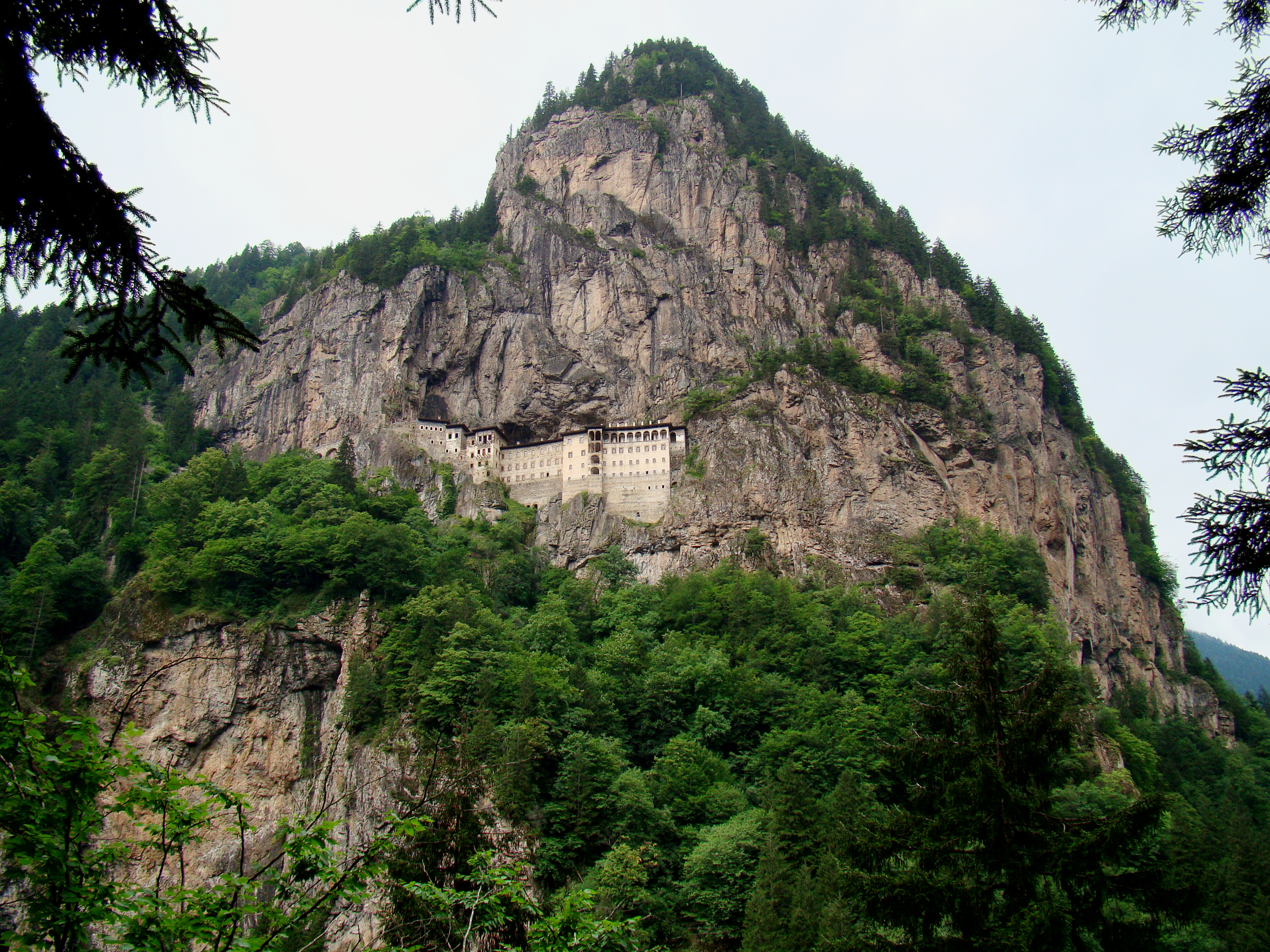

폰투스산맥(튀르키예어: Kuzey Anadolu Dağları "북아나톨리아 산맥"이라는 뜻[*])은 튀르키예 아나톨리아 북부의 산맥이다.
산맥은 흑해의 남쪽 연안을 따라 동서로 발달해 있다. 동쪽으로는 조지아의 북동부, 서쪽으로는 마르마라해까지 뻗어 있다.